# Mimogmodera congoensis
Mimogmodera congoensis är en skalbaggsart som beskrevs av Stefan von Breuning 1953. Mimogmodera congoensis ingår i släktet Mimogmodera och familjen långhorningar. Inga underarter finns listade i Catalogue of Life.